# قصف كوريا الشمالية

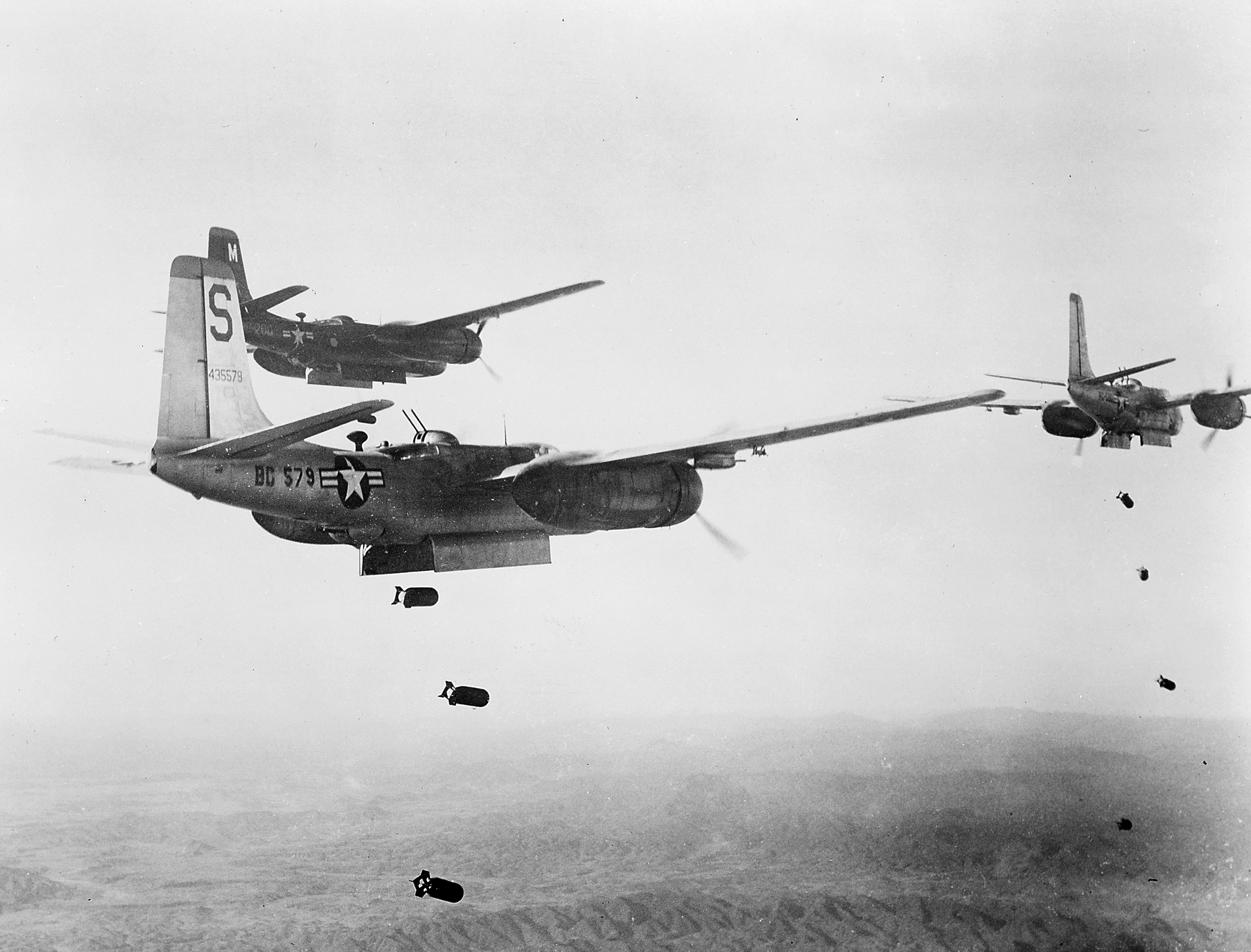
طائرات A-26 تطلق قنابل فوق كوريا الشمالية، 18 أكتوبر 1951

نفذت القوات الجوية التابعة لقيادة الأمم المتحدة حملة قصف واسعة النطاق ضد كوريا الشمالية من عام 1950 إلى عام 1953 أثناء الحرب الكورية. كانت أول حملة قصف كبرى للقوات الجوية الأمريكية (USAF) منذ إنشائها في عام 1947 من القوات الجوية للجيش الأمريكي (USAAF). خلال الحملة، دمرت الأسلحة التقليدية مثل المتفجرات والقنابل الحارقة والنابالم جميع مدن وبلدات البلاد تقريبًا، بما في ذلك ما يقدر بنحو 85 بالمائة من مبانيها.

## خلفية حملة القصف: حرب متأرجحة من يونيو 1950 إلى يوليو 1951؛ الجمود من يوليو 1951 إلى يوليو 1953
خلال الأشهر العديدة الأولى من الحرب الكورية، من يونيو إلى سبتمبر 1950، نجح الجيش الشعبي الكوري الشمالي (KPA) في احتلال معظم شبه الجزيرة الكورية، مما أدى إلى هزيمة القوات الأمريكية والكورية الجنوبية بسرعة. في 15 سبتمبر 1950، عكست قوات الأمم المتحدة الوضع عن طريق الهبوط خلف خطوط كوريا الشمالية في إنتشون وإجبار الجيش الشعبي الكوري على التراجع إلى الشمال. انعكس الوضع مرة أخرى عندما دخلت القوات الصينية الصراع في 19 أكتوبر، مما أدى إلى انسحاب قوات الأمم المتحدة حتى أوائل عام 1951.

## من حزيران (يونيو) إلى تشرين الأول (أكتوبر) 1950: «قصف دقيق» لكن خسائر بشرية كبيرة
خلال هذه الفترة، نفذت قاذفات B-29 التابعة للقوات الجوية الأمريكية للشرق الأقصى (FEAF) هجمات جوية ضخمة على مراكز النقل والمراكز الصناعية في كوريا الشمالية. بعد أن أثبتت التفوق الجوي قريبًا من خلال تدمير القوات الجوية التابعة للجيش الشعبي الكوري والجوية المضادة للطائرات في الجو وعلى الأرض، لم تواجه قاذفات القنابل الجوية أي مقاومة و «كانت السماء فوق كوريا الشمالية ساحة أمامية آمنة».
تمت الموافقة على أول هجوم بالقنابل على كوريا الشمالية في اليوم الرابع من الحرب، 29 يونيو 1950، من قبل الجنرال دوغلاس ماك آرثر فورًا بناءً على طلب من القائد العام للقوات المسلحة الإخبارية، جورج ستراتماير. سبق أمر ماك آرثر استلام أمر من الرئيس هاري ترومان لتوسيع العمليات الجوية في مناطق كوريا الشمالية، والذي صدر أيضًا في 29 يونيو ولكن لم يتم استلامه في طوكيو حتى 30 يونيو.
خلال هذه الفترة، كانت السياسة الأمريكية الرسمية هي متابعة القصف الدقيق الذي يستهدف مراكز الاتصالات (محطات السكك الحديدية، ساحات الحشد، الساحات الرئيسية، والسكك الحديدية) والمنشآت الصناعية التي تعتبر حيوية لقدرة صنع الحرب. كانت هذه السياسة نتيجة مناقشات بعد الحرب العالمية الثانية، حيث رفضت السياسة الأمريكية التفجيرات الجماعية للمدنيين التي تم تنفيذها في المراحل اللاحقة من الحرب باعتبارها غير منتجة وغير أخلاقية.
في أوائل يوليو، طلب الجنرال إيميت أودونيل جونيور الإذن بحرق خمس مدن كورية شمالية. واقترح أن يعلن ماك آرثر أن قوات الأمم المتحدة سوف تستخدم أساليب إلقاء القنابل الحارقة التي «جعلت اليابان تجثو على ركبتيها» خلال حملة المحيط الهادئ في الحرب العالمية الثانية. وسيحذر الإعلان قادة كوريا الشمالية من «إخراج النساء والأطفال وغيرهم من غير المقاتلين من الجحيم». وفقًا لأودونيل، أجاب ماك آرثر: «لا... لست مستعدًا للذهاب إلى هذا الحد بعد. تعليماتي صريحة جدا. ومع ذلك، أريدك أن تعرف أنه ليس لدي أي ندم على قصفك للأهداف العسكرية الحقيقية، بالمتفجرات الشديدة، في تلك المراكز الصناعية الخمسة. إذا أخطأت هدفك وقتلت الناس أو دمرت أجزاء أخرى من المدينة، فأنا أقبل ذلك كجزء من الحرب.»
مليئة بخط المواجهة سريع التطور، والمعلومات المتضاربة، والقوات الخضراء مع انسحاب قوات الأمم المتحدة، ستشهد أعمال الحرس الخلفي للقوات المسلحة في يوليو / تموز أيضًا قصفًا لأهداف كورية جنوبية في سيول وأندونج، مما يؤدي إلى وفيات كبيرة من المدنيين مثل تلك الموجودة في يونجسان.
في سبتمبر 1950، قال ماك آرثر في تقريره العام للأمم المتحدة، «إن مشكلة تجنب قتل المدنيين الأبرياء وإلحاق الضرر بالاقتصاد المدني موجودة باستمرار وتحظى باهتمام شخصي». 
في أكتوبر 1950، طلب قائد القوات المسلحة الإريترية الجنرال ستراتماير الإذن بمهاجمة مدينة سينويجو، عاصمة المقاطعة التي يقدر عدد سكانها بـ 60 ألف نسمة، «على أوسع منطقة في المدينة، دون سابق إنذار، بالحرق والانفجار الشديد». ورد مقر ماك آرثر في اليوم التالي: «السياسة العامة المعلنة من واشنطن تنفي مثل هذا الهجوم ما لم يتطلب الوضع العسكري ذلك بوضوح. في ظل الظروف الحالية، ليس هذا هو الحال.» 
على الرغم من سياسة القصف الدقيق الرسمية، أبلغت كوريا الشمالية عن وقوع عدد كبير من الضحايا المدنيين. وفقًا للمحلل العسكري تايو كيم، فإن التناقض الواضح بين سياسة القصف الدقيق والتقارير عن عدد كبير من الضحايا المدنيين يفسر بالدقة المنخفضة جدًا للقصف. وفقًا لتحليل FEAF، كان يجب إسقاط 209 قنابل للوصول إلى احتمال 80٪ لضرب 20 قدم (6.1 م) بمقدار 500 قدم (150 م) الهدف. بالنسبة لمثل هذا الهدف، فإن 99.3 بالمائة من القنابل التي تم إسقاطها لم تصيب الهدف. ولأن العديد من أهداف حملة «الدقة» كانت تقع في مناطق مأهولة بالسكان، فقد قُتل عدد كبير من المدنيين على الرغم من سياسة الاستهداف المحدود.

## تشرين الثاني (نوفمبر) 1950- تموز (يوليو) 1953: هجمات حارقة على المدن والبلدات والقرى

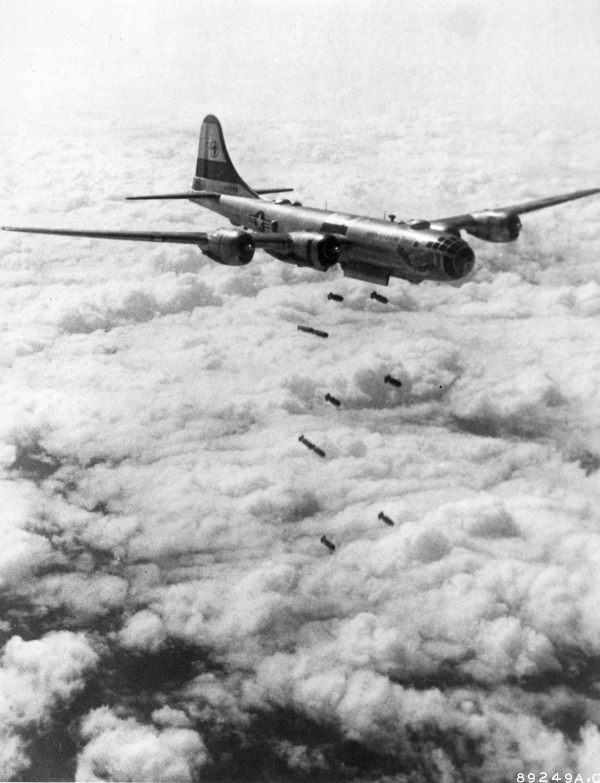
طائرة B-29 تسقط 1,000 lb فوق كوريا، أغسطس 1951

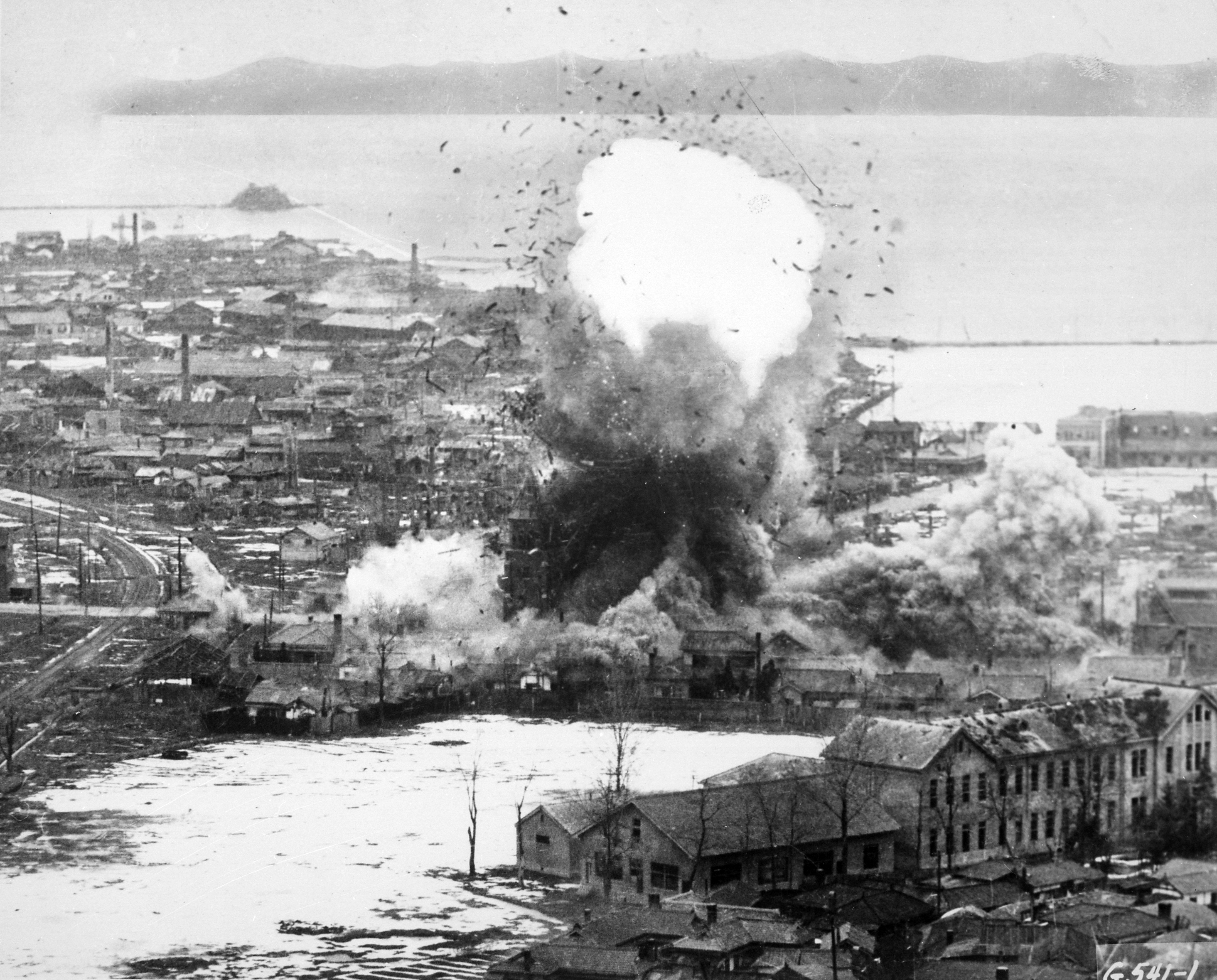
مدينة وونسان في كوريا الشمالية تتعرض لهجوم من قبل قاذفات B-26 من سلاح الجو الخامس عام 1951

في 3 نوفمبر 1950، أرسل الجنرال ستراتماير إلى ماك آرثر طلب قائد القوات الجوية الخامس الجنرال إيرل إي بارتريدج للحصول على تصريح لـ «حرق سينويجو». كما فعل سابقًا في يوليو وأكتوبر، رفض ماك آرثر الطلب مرة أخرى، موضحًا أنه يعتزم استخدام مرافق المدينة بعد الاستيلاء عليها. ومع ذلك، في نفس الاجتماع، وافق ماك آرثر لأول مرة على حملة إلقاء قنابل حارقة، ووافق على طلب Stratemeyer بحرق مدينة Kanggye وعدة مدن أخرى: «احرقها إذا كنت ترغب في ذلك. ليس هذا فقط، سترات، ولكن حرق وتدمير كدرس لأي من تلك المدن الأخرى التي تعتبرها ذات قيمة عسكرية للعدو». في نفس المساء، قال رئيس أركان ماك آرثر لـ Stratemeyer إن القصف بالقنابل الحارقة في Sinuiju قد تمت الموافقة عليه أيضًا. لخص ستراتماير في مذكراته التعليمات على النحو التالي: «كل منشأة ومنشأة وقرية في كوريا الشمالية أصبحت الآن هدفًا عسكريًا وتكتيكيًا». أرسل ستراتماير أوامر إلى سلاح الجو الخامس وقيادة القاذفات «لتدمير كل وسيلة من وسائل الاتصالات وكل منشأة، ومصنع، ومدينة، وقرية». 
في 5 نوفمبر 1950، أعطى الجنرال ستراتماير الأمر التالي للقائد العام للقوات الجوية الخامسة: «الطائرات التي تخضع لسيطرة القوات الجوية الخامسة ستدمر جميع الأهداف الأخرى بما في ذلك جميع المباني القادرة على توفير المأوى». في نفس اليوم، هاجمت 22 قاذفة من طراز B-29 مدينة كانجي ودمرت 75٪ من المدينة.
في أعقاب هجوم كانجي، بدأت FEAF حملة إلقاء قنابل حارقة مكثفة أدت بسرعة إلى حرق العديد من المدن الكورية. بعد ثلاثة أسابيع من بدء الهجمات، قام سلاح الجو بتقييم الأضرار على النحو التالي:
- تشوسان - 85٪
- Hoeryong (Hoeryŏng) - 90٪
- Huich'on (Hŭich'ŏn) - 75٪
- Kanggye بنسبة 75٪
- كوينتونج - 90٪
- مانبوشين - 95٪
- نمسي - 90٪
- ساكو - 75٪
- Sinuichu - 60٪
- أويتشو - 20٪

في 17 نوفمبر 1950، أخبر الجنرال ماك آرثر السفير الأمريكي لدى كوريا جون جيه موشيو، «لسوء الحظ، ستترك هذه المنطقة صحراء». من خلال «هذه المنطقة»، كان ماك آرثر يعني المنطقة بأكملها بين «مواقعنا الحالية والحدود».
في 25 يونيو 1951، أدلى الجنرال أودونيل، قائد قيادة القاذفات الجوية في الشرق الأقصى، بشهادته ردًا على سؤال من السناتور جون سي ستينيس (". . . تم تدمير كوريا الشمالية فعليًا، أليس كذلك؟): "نعم بالتأكيد؛ . . . أود أن أقول إن شبه الجزيرة الكورية بأكملها تقريبًا هي مجرد فوضى رهيبة. كل شيء دمر. لا يوجد شيء جدير بهذا الاسم. . . قبل دخول الصينيين بقليل، تم عزلنا. لم يكن هناك المزيد من الأهداف في كوريا."
في يونيو 1952، كجزء من إستراتيجية الحفاظ على «الضغط الجوي» أثناء مفاوضات الهدنة، اختار سلاح الجو الخامس التابع للاتحاد الفيدرالي للقوات المسلحة 78 قرية لتدميرها بواسطة قاذفات القنابل الخفيفة B-26.
في نهاية الحرب، قام سلاح الجو بتقييم تدمير اثنتين وعشرين مدينة رئيسية على النحو التالي:
| مدينة                    | النسبة المئوية للتدمير المقدر           |
| ------------------------ | --------------------------------------- |
| أنجو                     | 15٪                                     |
| تشينامبو (نامبو)         | 80٪                                     |
| تشونغجو (تشونغجو)        | 60٪                                     |
| هايجو                    | 75٪                                     |
| هامهونغ (هامهونغ)        | 80٪                                     |
| هونغنام (هونجنام)        | 85٪                                     |
| هوانغجو (مقاطعة هوانغجو) | 97٪                                     |
| كانجي                    | 60٪ (خفضت من التقدير السابق البالغ 75٪) |
| كونو ري (كونو دونغ)      | 100٪                                    |
| كيوميبو (سونجنيم)        | 80٪                                     |
| مصان                     | 5٪                                      |
| ناجين (راشين)            | 5٪                                      |
| بيونغ يانغ               | 75٪                                     |
| ساريون (ساريون)          | 95٪                                     |
| سينانجو                  | 100٪                                    |
| سينويجو                  | 50٪                                     |
| Songjin (Kimchaek)       | 50٪                                     |
| سنان (سنان غيوك)         | 90٪                                     |
| Unggi (مقاطعة Sonbong)   | 5٪                                      |
| وونسان (وينسان)          | 80٪                                     |

دمرت حملة القصف تقريبا كل مبنى كبير في كوريا الشمالية. ذكر أعلى أسير حرب أمريكي في الحرب، اللواء الأمريكي ويليام ف. دين، أن غالبية المدن والقرى الكورية الشمالية التي رآها كانت إما أنقاض أو أرض قاحلة مغطاة بالثلوج. أُجبرت المصانع والمدارس والمستشفيات والمكاتب الحكومية في كوريا الشمالية على الانتقال تحت الأرض. في تشرين الثاني (نوفمبر) 1950، أمرت القيادة الكورية الشمالية السكان ببناء مخابئ وأكواخ من الطين وحفر الأنفاق من أجل حل مشكلة الإسكان الحادة.
أُجبرت المصانع والمدارس والمستشفيات والمكاتب الحكومية في كوريا الشمالية على الانتقال تحت الأرض. في تشرين الثاني (نوفمبر) 1950، أمرت القيادة الكورية الشمالية السكان ببناء مخابئ وأكواخ من الطين وحفر الأنفاق من أجل حل مشكلة الإسكان الحادة.
وعلق جنرال القوات الجوية الأمريكية كورتيس لوماي قائلاً: «لقد ذهبنا إلى هناك وخاضنا الحرب وفي النهاية أحرقنا كل بلدة في كوريا الشمالية على أي حال، بطريقة أو بأخرى، وبعضها في كوريا الجنوبية أيضًا.» كانت بيونغ يانغ، التي شهدت تدمير 75 في المائة من مساحتها، مدمرة لدرجة أنه تم وقف القصف حيث لم يعد هناك أي أهداف جديرة بالاهتمام. بحلول نهاية الحملة، واجهت القاذفات الأمريكية صعوبة في العثور على الأهداف وتم تحويلها إلى قصف جسور المشاة أو التخلص من قنابلها في البحر.
في مايو 1951، صرح فريق دولي لتقصي الحقائق من ألمانيا الشرقية، وألمانيا الغربية، والصين، وهولندا بأن «الأعضاء، طوال رحلتهم، لم يروا بلدة واحدة لم يتم تدميرها، وكان هناك الكثير قرى قليلة غير متضررة».
انتقد رئيس الوزراء البريطاني ونستون تشرشل بشكل خاص استخدام الأمريكيين للنابالم، وكتب أنه كان «قاسياً للغاية»، حيث كانت القوات الأمريكية «تنثره على السكان المدنيين»، «تعذب جماهير كبيرة من الناس». ونقل هذه المشاعر إلى رئيس هيئة الأركان المشتركة الأمريكية عمر برادلي، الذي «لم ينشر البيان قط». علنًا، سمح تشرشل لبرادلي «بإصدار بيان يؤكد دعم المملكة المتحدة لهجمات النابالم الأمريكية».
في أغسطس 1951، صرح مراسل الحرب تيبور ميراي أنه شهد «دمارًا كاملاً بين نهر يالو والعاصمة». قال إنه «لم يعد هناك مدن في كوريا الشمالية». وأضاف: «كان انطباعي أنني أسافر على سطح القمر لأنه لم يكن هناك سوى الدمار - فكل مدينة كانت عبارة عن مجموعة من المداخن».
حجبت البيانات العامة الصادرة عن قيادة الأمم المتحدة مدى تدمير المجتمعات الكورية الشمالية بعبارات ملطفة، على سبيل المثال من خلال سرد تدمير آلاف «المباني» الفردية بدلاً من البلدات أو القرى على هذا النحو، أو الإبلاغ عن الهجمات على مراكز الإمداد الكورية الشمالية الموجودة في مدينة بلغة توحي بأن المدينة بأكملها تشكل «مركز إمداد». 

## مايو 1953: الهجمات على السدود الكبرى
بعد انخفاض مستوى الأهداف الحضرية، دمرت القاذفات الأمريكية سدود الطاقة الكهرومائية والري في المراحل اللاحقة من الحرب، مما أدى إلى إغراق الأراضي الزراعية وتدمير المحاصيل.
في 13 مايو 1953، هاجمت 20 طائرة من طراز F-84 من الجناح 58 قاذفة قنابل مقاتلة سد توكسان، مما أدى إلى حدوث فيضان دمر سبعمائة مبنى في بيونغ يانغ وآلاف الأفدنة من الأرز. في 15-16 مايو، هاجمت مجموعتان من طائرات F-84 سد شسان. جرف الفيضان الناجم عن تدمير سد توكسان 27 ميل (43 كـم) من وادي النهر. وأعقب الهجمات قصف سد كوونجا وسد نامسي وسد تايتشون. قصف هذه السدود الخمسة والفيضانات التي تلت ذلك هددت عدة ملايين من الكوريين الشماليين بالجوع؛ وفقًا لتشارلز ك. أرمسترونج، «المساعدة الطارئة فقط من الصين والاتحاد السوفيتي ودول اشتراكية أخرى حالت دون انتشار المجاعة على نطاق واسع».

## انخفضت الحمولة: كوريا ضد. الحرب العالمية الثانية وحرب فيتنام
ألقت الولايات المتحدة إجمالي 635 ألف طن من القنابل، بما في ذلك 32557 طنًا من النابالم، على كوريا. بالمقارنة، أسقطت الولايات المتحدة 1.6 مليون طن في المسرح الأوروبي و 500 ألف طن في مسرح المحيط الهادئ خلال الحرب العالمية الثانية (بما في ذلك 160 ألف طن في اليابان). تصنف كوريا الشمالية إلى جانب كمبوديا (500000 طن)، ولاوس (2 مليون طن)، وجنوب فيتنام (4 ملايين طن) من بين الدول الأكثر تعرضًا للقصف في التاريخ، حيث تعاني لاوس من أكبر قصف بالنسبة لحجمها وسكانها.

## عدد القتلى
قدرت وزارة الدفاع في جمهورية كوريا إجمالي عدد الضحايا المدنيين في كوريا الجنوبية خلال الحرب الكورية بأكملها بـ 990,968، منهم 373,599 (37.7٪) من القتلى. بالنسبة لكوريا الشمالية، قدرت الوزارة إجمالي عدد الضحايا المدنيين بحوالي 1500000، بما في ذلك الوفيات والإصابات والمفقودين، لكنها لم تعلن بشكل منفصل عن عدد الوفيات. ولم تقدم الوزارة تقديرات محددة للقتلى جراء القصف الأمريكي.
قدر أرمسترونغ أن 12-15 في المائة من سكان كوريا الشمالية (ق. 10 ملايين) قتلوا في الحرب، أو ما يقرب من 1.2 مليون إلى 1.5 مليون شخص. ولم يحدد ارمسترونج بشكل منفصل عدد القتلى بين المدنيين أو عدد القتلى بسبب القصف الأمريكي. تتراوح تقديرات القتلى العسكريين في كوريا الشمالية من تقدير وزارة الدفاع الأمريكية البالغ 214,899 إلى تقدير ارتباط الحرب البالغ 316,579، وفقًا لمجموعة بيانات قتلى المعارك في معهد أبحاث السلام في أوسلو (PRIO).

## استثناء حدود الصين
طوال مدة الحرب، تم استبعاد مناطق على الحدود بين كوريا والصين من القصف بسبب مخاوف وزارة الخارجية الأمريكية.

## إرث
صرح أرمسترونغ أن القصف كان له تأثير عميق وطويل الأمد على التطور اللاحق لكوريا الشمالية ومواقف الشعب الكوري الشمالي، والتي «لا يمكن المبالغة في تقديرها»:
الاتهامات الروسية بشن هجمات عشوائية على أهداف مدنية لم تسجل لدى الأمريكيين على الإطلاق. لكن بالنسبة للكوريين الشماليين، الذين يعيشون في خوف من هجمات B-29 لما يقرب من ثلاث سنوات، بما في ذلك احتمال وجود قنابل ذرية، تركت الحرب الجوية الأمريكية انطباعًا عميقًا ودائمًا. لم تنس حكومة جمهورية كوريا الديمقراطية الشعبية أبدًا الدرس الخاص بتعرض كوريا الشمالية للهجوم الجوي الأمريكي، ولمدة نصف قرن بعد الهدنة استمرت في تعزيز الدفاعات المضادة للطائرات، وبناء منشآت تحت الأرض، وفي النهاية تطوير أسلحة نووية لضمان ألا تجد كوريا الشمالية نفسها. في مثل هذا الموقف مرة أخرى. . . . أعطت الحرب ضد الولايات المتحدة، أكثر من أي عامل آخر، للكوريين الشماليين إحساسًا جماعيًا بالقلق والخوف من التهديدات الخارجية التي قد تستمر لفترة طويلة بعد نهاية الحرب.
في نظر الكوريين الشماليين وكذلك بعض المراقبين، كان استهداف الولايات المتحدة المتعمد للبنية التحتية المدنية، والذي أدى إلى تدمير المدن وعدد كبير من القتلى المدنيين، جريمة حرب.

## فهرس
- Berger، المحرر (1977). The United States Air Force in Southeast Asia, 1961–1973. Washington, DC: Office of Air Force History.

- Conway-Lanz، Sahr (4 أغسطس 2014). "The Ethics of Bombing Civilians After World War II: The Persistence of Norms Against Targeting Civilians in the Korean War 第二次世界大戦後、定着し続けた倫理的規範 朝鮮戦争において、民間人を標的にするはよしとされず". The Asia-Pacific Journal. ج. 12 ع. 37. مؤرشف من الأصل في 2023-03-03.

- Crane، Conrad (2000). American Airpower Strategy in Korea, 1950-1953. Lawrence, Kansas: University Press of Kansas. ISBN:9780700609918.

- Cumings, Bruce (10 Dec 2004). "Napalm über Nordkorea" (بالألمانية). Le Monde diplomatique. Archived from the original on 2011-12-06. Retrieved 2011-12-22.
- Cumings، Bruce (2005). Korea's Place in the Sun : A Modern History. New York: W. W. Norton & Company. ISBN:978-0-393-32702-1.

- Cumings، Bruce (2011). The Korean War: A history. New York: Modern Library.

- وليام ف دين (1954). قصة الجنرال دين ، (كما روى لـ William L Worden)، مطبعة فايكنغ.
- 9780525429937
- 978-1-84668-067-0

- Kim، Taewoo (2014). "Overturned Time and Space: Drastic Changes in the Daily Lives of North Koreans during the Korean War" (PDF). Asian Journal of Peacebuilding. ج. 2 ع. 2: 244–45. DOI:10.18588/201411.000030. مؤرشف من الأصل (PDF) في 2015-07-01.

- Kohn، Richard, H., and Joseph P. Harahan, editors (1988). Strategic Air Warfare: An Interview with Generals Curtis E. LeMay, Leon W. Johnson, David A. Burchinal, and Jack J. Catton. Office of Air Force History. ISBN:978-0-9127-9956-8. {{استشهاد بكتاب}}: |مؤلف1-الأول= باسم عام (مساعدة)صيانة الاستشهاد: أسماء متعددة: قائمة المؤلفين (link)

- Oberdorfer، Don, and Robert Carlin (2014). The Two Koreas: A Contemporary History. Basic Books. ISBN:9780465031238.{{استشهاد بكتاب}}:  صيانة الاستشهاد: أسماء متعددة: قائمة المؤلفين (link)

- Robinson، Michael E (2007). Korea's Twentieth-Century Odyssey. Honolulu: University of Hawaii Press. ISBN:978-0-8248-3174-5.

- Steadfast and Courageous: FEAF Bomber Command and the Air War in Korea, 1950-1953 (PDF). Air Force Historical Studies Office. 2000. ISBN:0160503744. مؤرشف من الأصل (PDF) في 2023-04-02.

- Stone، I. F. (1969). The Hidden History of the Korean War. Monthly Review Press. ISBN:978-0853451112.

- Walkom، Thomas (25 نوفمبر 2010). "Walkom: North Korea's unending war rages on". Toronto Star. مؤرشف من الأصل في 2011-05-01. اطلع عليه بتاريخ 2011-12-22.

تتضمن هذه الصفحة محتوى من صفحة SourceWatch قصف كوريا الشمالية 1950-1953 بموجب شروط ترخيص Attribution-NonCommercial-ShareAlike .